# Chaim Aron Kapłan
Chaim Aron Kapłan (jid. ‏חיים־אַהרן קאַפּלאַן‎ Chaim-Arn Kaplan; ur. 1880 w Horodyszczu, zm. 1942?) – polski Żyd, nauczyciel, ofiara Holokaustu. Autor dziennika opisującego życie w getcie warszawskim.

## Życiorys
Urodził się w Horodyszczu niedaleko Baranowicz w ubogiej rodzinie Lejba i Cipory. Odbierał tradycyjne żydowskie wykształcenie w jesziwie niedaleko Słonimia. Przygotowywał się do zawodu sofera, jednak w związku ze śmiercią ojca został zmuszony do przerwania nauki. Ukończył seminarium nauczycielskie w Wilnie, a na początku XX wieku przeprowadził się do Warszawy, tam pojął za żonę Taubę Chruszcz.
Jako syjonista założył Sześcioklasową Elementarną Szkołę Ch. A. Kapłana działającą aż do wybuchu wojny. Nauka w niej prowadzona była w języku hebrajskim. Działał także w prasie żydowskiej.
W czasie okupacji znalazł się w warszawskim getcie, gdzie kontynuował rozpoczęty w 1933 r., pisany po hebrajsku dziennik, w którym opisywał m.in. zagładę narodu żydowskiego (ostatni zapis pochodzi z 4 sierpnia 1942).
Prawdopodobnie zginął w 1942 roku, po wielkiej akcji deportacyjnej warszawskiego getta.